# Abraxas culpini
Abraxas culpini är en fjärilsart som beskrevs av Louis Beethoven Prout 1915. Abraxas culpini ingår i släktet Abraxas och familjen mätare. Inga underarter finns listade i Catalogue of Life.